# 335
335（三百三十五、さんびゃくさんじゅうご）は自然数、また整数において、334の次で336の前の数である。

## 性質
- 335は合成数であり、約数は 1, 5, 67, 335 である。
  - 約数の和は408。
- 108番目の半素数である。1つ前は334、次は339。
- 各位の和が11になる31番目の数である。1つ前は326、次は344。
- 各位の平方和が43になる最小の数である。次は353。(オンライン整数列大辞典の数列 A003132)
  - 各位の平方和が n になる最小の数である。1つ前の42は145、次の44は226。(オンライン整数列大辞典の数列 A055016)
- 各位の立方和が179になる最小の数である。次は353。(オンライン整数列大辞典の数列 A055012)
  - 各位の立方和が n になる最小の数である。1つ前の178は1122235、次の181は1335。(オンライン整数列大辞典の数列 A165370)
- すべての桁が素数である43番目の数である。1つ前は333、次は337。(オンライン整数列大辞典の数列 A046034)
- 335 = 73 − 7 − 1
  - n = 7 のときの n3 − n − 1 の値とみたとき1つ前は209、次は503。(オンライン整数列大辞典の数列 A126420)

## その他 335 に関連すること
- ES-335は、ギブソンのエレクトリックギター。
- 三百三十五年戦争は、オランダとシリー諸島の間で1651年から1986年まで戦われた戦争。
- メルヴィン(USS Melvin, DD-335)は、アメリカ海軍の駆逐艦。
- ダニエル(USS Daniel, DE-335)は、アメリカ海軍の護衛駆逐艦。
- デンテューダ(USS Dentuda, SS-335)は、アメリカ海軍の潜水艦。
- ドルニエ Do335は、第二次世界大戦中のドイツ空軍の戦闘爆撃機。